# Тетрастаннид пентапразеодима
Тетрастаннид пентапразеодима (тетраоловопентапразеодим) — бинарное неорганическое соединение
празеодима и олова
с формулой Pr5Sn4,
кристаллы.

## Получение
- Сплавление стехиометрических количеств чистых веществ:

{\displaystyle {\mathsf {5Pr+4Sn\ {\xrightarrow {1440^{o}C}}\ Pr_{5}Sn_{4}}}}

## Физические свойства
Тетрастаннид пентапразеодима образует кристаллы
ромбической сингонии,
пространственная группа P nma,
параметры ячейки a = 0,8270 нм, b = 1,594 нм, c = 0,8429 нм, Z = 4,
структура типа пентасамарийтетрагермания Ge4Sm5
.
Соединение образуется по перитектической реакции при температуре 1440°C.